# Commvault
Commvault Systems, Inc es una empresa  estadounidense especializada en servicios de protección de datos y gestión de datos. Su sede se encuentra en Tinton Falls, Nueva Jersey. 

## Historia
Commvault fue originalmente fundado en 1988 como un grupo de desarrollo en los Bell Labs centrado en administración de datos y copias de seguridad.
En marzo de 1998, Bob Hammer se unió a Commvault como presidente y director ejecutivo, y Al Bunte se incorporó como vicepresidente y director de operaciones. En 2000, se comenzó a lanzar productos destinados a administrar el almacenamiento en red. En marzo de 2006, Commvault solicitó una oferta pública inicial  y se hizo pública oficialmente ese mismo año como CVLT en NASDAQ. A finales de 2013, la empresa se mudó de su sede original en Oceanport, Nueva Jersey, a su nueva sede de 146 millones de dólares en el antiguo Fort Monmouth en Tinton Falls, Nueva Jersey.
El 5 de febrero de 2019, Sanjay Mirchandani reemplazó a Bob Hammer como presidente y CEO, y Nick Adamo fue anunciado como presidente de la junta.
Commvault se ha asociado con empresas como: Cisco Systems, Hewlett Packard, Microsoft, Amazon Web Services, IBM, y Google.